# Schloss Frederiksberg

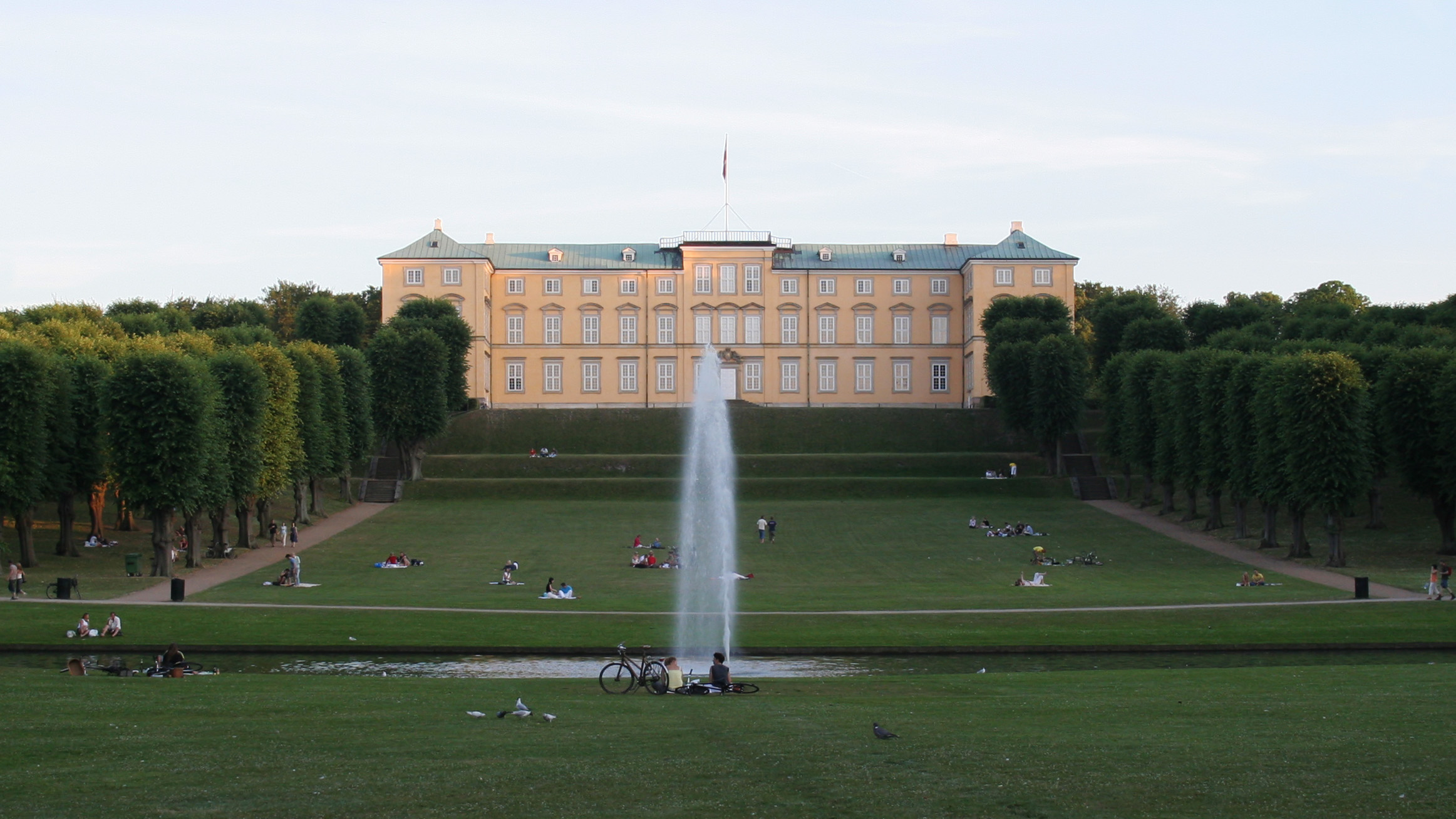
Schloss Frederiksberg, die Gartenfassade

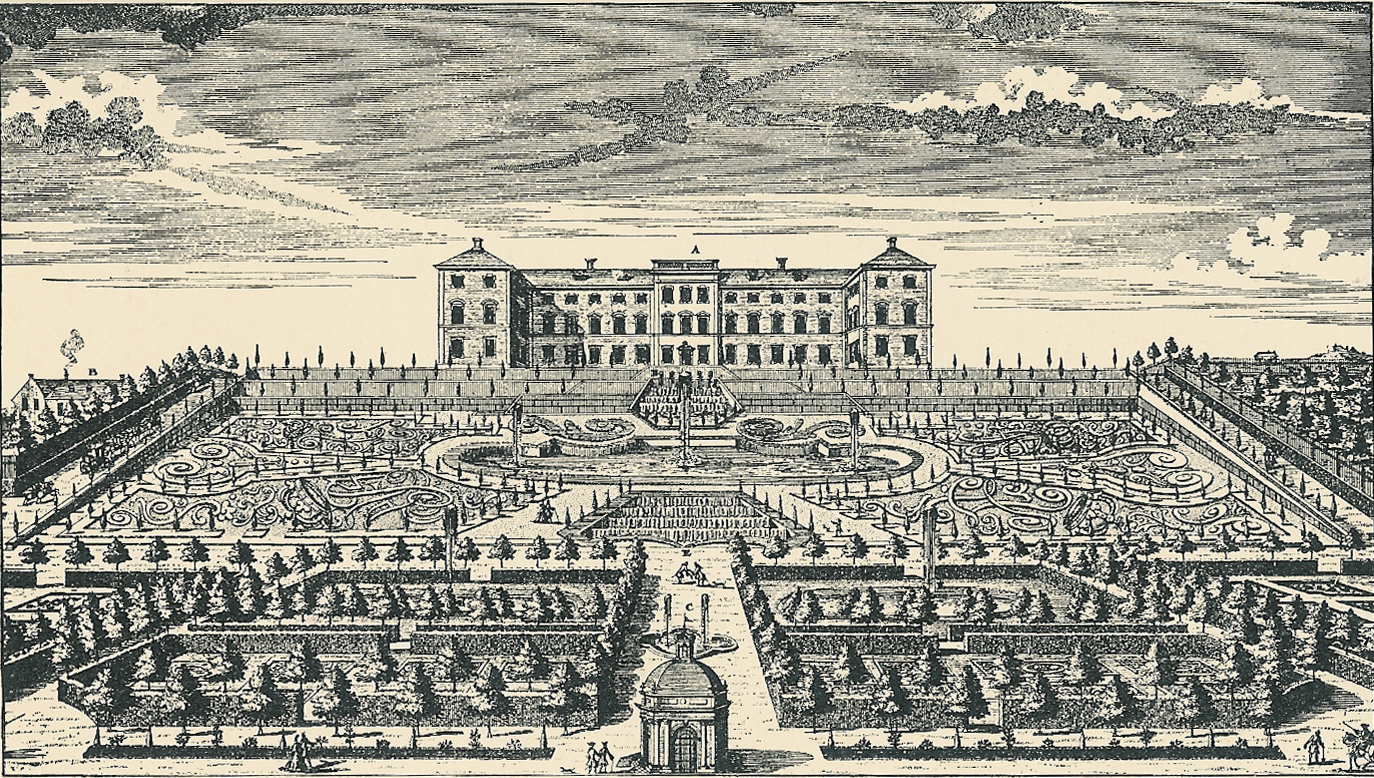
Die gleiche Ansicht auf einem Stich von 1718

Das Schloss Frederiksberg (dän. Frederiksberg Slot) in der Kommune Frederiksberg in Kopenhagen wurde ursprünglich als Sommerresidenz für König Friedrich IV. errichtet. Das Gebäude beherbergt heute eine Militärakademie. Der ehemalige Schlosspark bildet eine bedeutende Grünfläche des Großraums Kopenhagen.

## Gebäude

### Geschichte des Schlosses
An der Stelle des heutigen Schlosses befand sich ursprünglich der von einem Lustgarten umgebene königliche Gutshof Sjolberg. Das Schloss wurde als kleines Sommerpalais von König Friedrich IV. 1699, im Jahr seines Regierungsantritts, in Auftrag gegeben und nach ihm selbst benannt. Frederik ist die dänische Schreibweise seines Namens.
Zunächst bestand das Schloss aus einem kleinen von Ernst Brandenburger  errichteten Gebäude im italienischen Palazzostil. Der mittlere Trakt wurde 1703 vollendet und bildet noch heute den Kern der Anlage. Von 1708 bis 1709 wurde das Schloss durch Johan Conrad Ernst aufgestockt und unter anderem die Schlosskapelle eingerichtet. Die äußeren Enden des Baus wurden zu zwei Seitenflügeln vergrößert, die dem Schloss den Grundriss eines breiten H gaben.

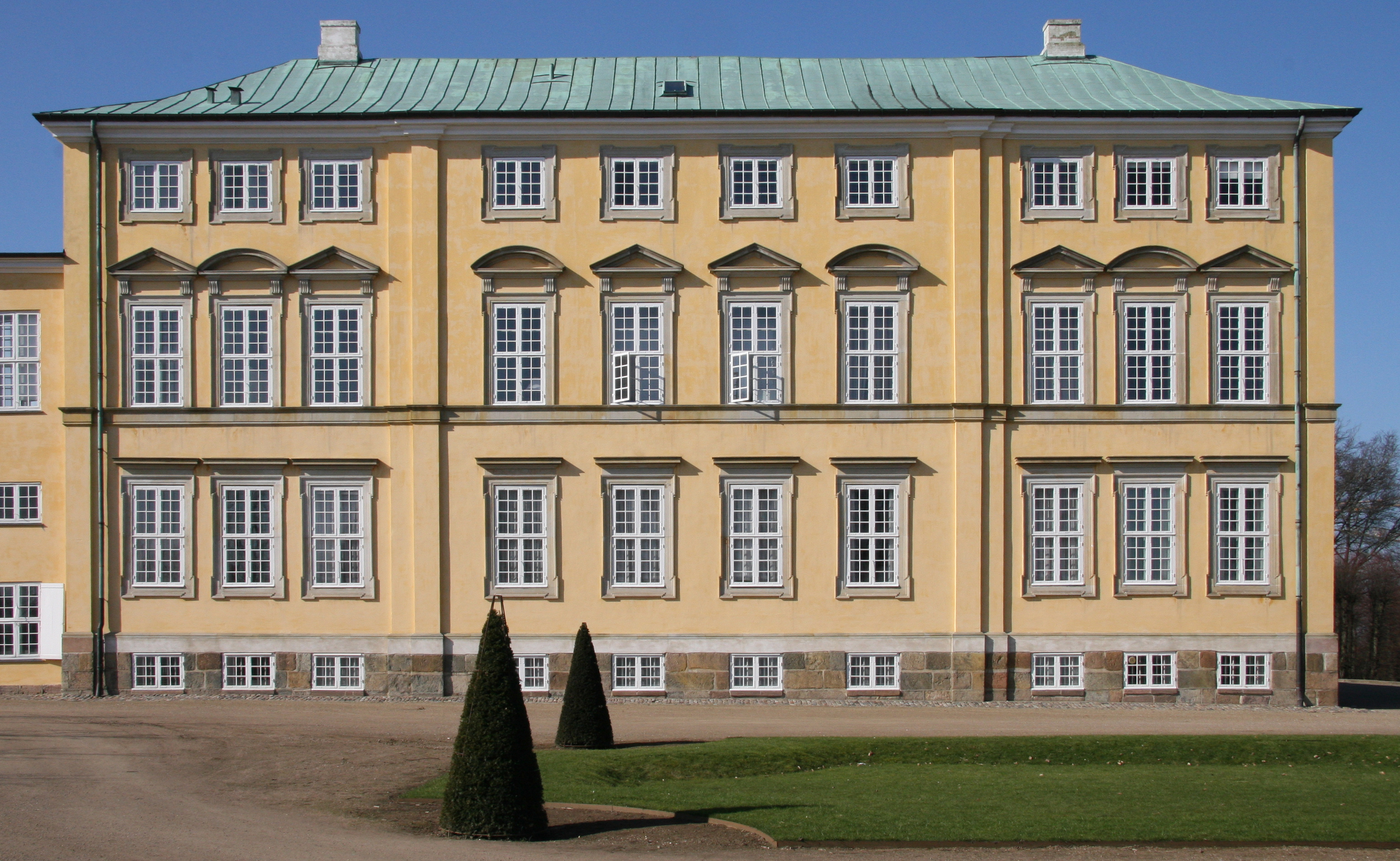
Der Schlosskirchenflügel

Christian VI. ließ durch Laurids de Thurah von 1733 bis 1738 zwei Verbindungsbauten zum Portalgebäude errichten, wodurch eine große, geschlossene Anlage mit einem arkadengesäumten Innenhof entstand. Das ehemalige Lustschloss war zu einer großen Barockresidenz gewachsen und wurde von Mitgliedern der Königsfamilie als Sommerresidenz genutzt. Das Schloss war mit einer prächtigen Ausstattung versehen, die Stuckdekorationen wurden durch italienische Meister ausgeführt und die Räume waren mit einer bedeutenden Anzahl Tapisserien und Gemälden geschmückt. 1770 wurden einige Innenräume im Stil des Klassizismus neu ausgestaltet, dabei erhielt unter anderem der Rittersaal seine heutige Gestalt.
Im 19. Jahrhundert nutzte das Königshaus das Schloss seltener. 1852 starb hier Königin Marie. Im Zuge des Deutsch-Dänischen Krieges wurde es ab 1864 als Lazarett genutzt und 1869 der bereits 1713 gegründeten Militärakademie übergeben.

### Das Schloss heute
Die Anlage gehört bis heute den Dänischen Streitkräften und wird noch immer von der Militärakademie genutzt. Besucher können die Innenräume daher nur im Rahmen seltener Führungen oder nach Voranmeldung in Gruppen betreten. Die Schlosskapelle ist dagegen regelmäßig geöffnet. Das Schloss bildet den Mittelpunkt des auf die Anlage ausgerichteten Parks Frederiksberg Have, daher ist das Schlossareal von außen jederzeit zugänglich.

## Schlosspark Frederiksberg Have
Das Schloss steht auf dem nach einem früheren Dorf benannten Valby-Hügel, von wo sich ein Blick bis nach Kopenhagen bietet. 

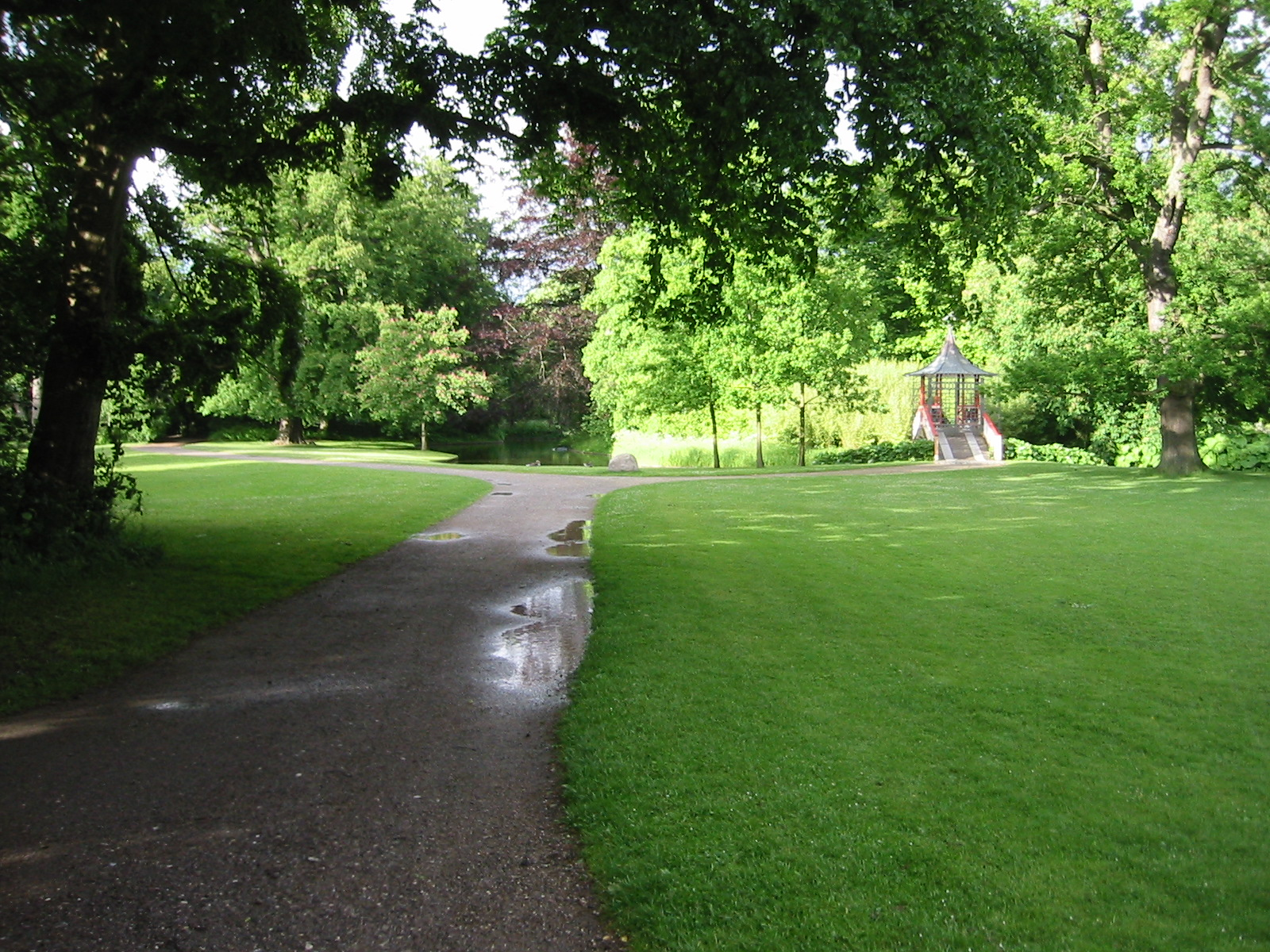
Blick durch den Schlosspark zur Chinesischen Brücke

Die Gartenanlagen Frederiksberg Have (Frederiksbergsgarten) wurden durch Hans Henrik Bruhn bis 1711 als Barockpark angelegt und gehörten einstmals zu den größten französischen Gärten Dänemarks. Noch heute sind die ehemaligen Alleen der Hauptwege und Teile der einst umfangreichen Wasserspiele erhalten. 1776 wurde die Straße nach Roskilde am Schloss vorbeigeführt und trennte den südlichen Teil des Parks, Søndermarken genannt, vom nördlichen Bereich ab.
Von 1789 bis 1800 wurde der Park durch Peter Petersen in einen Landschaftsgarten nach englischem Vorbild umgestaltet und mit Bachläufen, Baumgruppen und verschlungenen Wegen versehen. 1859 wurde ein Prinzessin-Wilhelmine-Garten genannter Bereich dem neu gegründeten Kopenhagener Zoo zur Verfügung gestellt, welcher sich bis heute in direkter Nachbarschaft zum Schloss befindet.
Die Gartenanlagen sind seit dem 19. Jahrhundert nur unwesentlich verändert worden. Diverse Staffagebauten wie zum Beispiel ein chinesischer Tempel und das so genannte Schweizerhaus haben sich erhalten. Der Park bildet eine der größten Grünflächen im Kopenhagener Stadtgebiet und gilt als eines der beliebtesten Naherholungsgebiete der Hauptstadtregion.